# Katedra Najświętszego Serca w Oranie
Katedra Najświętszego Serca w Oranie (fr. Cathédrale du Sacré-Cœur d’Oran) – dawna katedra rzymskokatolicka w Oranie, obecnie biblioteka publiczna.
Budowla została wzniesiona w latach 1904–1913 z żelbetu i była pierwszym we francuskich koloniach kościołem wzniesionym w tej technologii. Katedra jest jednym z miejsc akcji powieści Dżuma Alberta Camusa. Po ogłoszeniu niepodległości Algierii Kościół rzymskokatolicki zrezygnował z użytkowania budowli, która została oficjalnie zdekonsekrowana. W odróżnieniu od innych niemuzułmańskich świątyń, była katedra nie została przebudowana na meczet, a w następnych latach budynek dostosowano do funkcji biblioteki, zachowując jednak niekolidujące z nową funkcją elementy oryginalnego wystroju, takie jak mozaiki, organy, prezbiterium czy ołtarz. Od 1996 r. w budynku funkcjonuje biblioteka publiczna.